# Прокунино (Борисовский сельсовет, Вологодский район)
Прокунино — деревня в Вологодском районе Вологодской области на реке Вотча.
Входит в состав Кубенского сельского поселения (с 1 января 2006 года по 8 апреля 2009 года входила в Борисовское сельское поселение), с точки зрения административно-территориального деления — в Борисовский сельсовет.
Расстояние до районного центра Вологды по автодороге — 49 км, до центра муниципального образования Кубенского по прямой — 17 км. Ближайшие населённые пункты — Кочеурово, Воскресенское, Бугрино.
По данным переписи в 2002 году постоянного населения не было.